# Корана (Италия)
 Тази статия е за селото в Северна Италия.  За свещената книга на исляма вижте Коран.  
Кора̀на (на италиански: Corana, на местен диалект: Coräna, Корена) е село и община в Северна Италия, провинция Павия, регион Ломбардия. Разположено е на 71 m надморска височина. Населението на общината е 800 души (към 2017 г.).